# Tawangsari (Arahan)
Tawangsari is een bestuurslaag in het regentschap Indramayu van de provincie West-Java, Indonesië. Tawangsari telt 1627 inwoners (volkstelling 2010).